# 黑笛螺
黑笛螺（学名：Tibia melanocheilus），是中腹足目凤凰螺科长鼻螺属的一种。主要分布于中国大陆，常栖息在潮下带。